# Ian McDonald (pisarz)
Ian McDonald (ur. 31 marca 1960 w Manchesterze) – brytyjski pisarz science-fiction, tworzący w stylu postcyberpunk. Zdobywca Nagrody Hugo, wielokrotnie nominowany do innych nagród.
Od piątego roku życia mieszka w Belfaście. Rozpoczął pisać fantastykę w wieku 9 lat, pierwszy utwór sprzedał w wieku 22 lat, a od 27 roku życia utrzymuje się z pisarstwa. Jego utwory często rozgrywają się w krajach rozwijających się.